# تصريح الوصول L
تصريح الوصول L هو تصريح أمني تستخدمه وزارة الطاقة الأمريكية ولجنة تنظيم الطاقة النووية من أجل وصول المدنيين فيما يتعلق بالمواد والمعلومات النووية بموجب قانون الطاقة الذرية لعام 1954 وهو ما يعادل وزارة الدفاع الأمريكية للتصريح السري.
يعتبر تصريح الوصول L أقل من تصريح الوصول Q الخاص بالوكالة. يسمح للأشخاص الذين تم منهم التصريح الوصول إلى مناطق «محدودة» و «محمية» بالإضافة إلى إمكانية الوصول إلى البيانات المقيدة السرية والبيانات المقيدة سابقا ومعلومات الأمن القومي السرية والمواد النووية الخاصة من الفئة الثالثة.
اعتبارا من عام 1989 تطلب الحصول على تصريح الوصول Q للموظفين في المناصب الأكثر أهمية وحساسية في حين أن معظم الموظفين في المناصب التي تعتبر «غير حساسة» يحملون تصريح الوصول L.